# Walther Laubender
Walther Laubender (* 26. Dezember 1898 in Freising; † 7. Februar 1980 in Diez) war ein deutscher Pharmakologe. Er wirkte ab 1938 bis 1969 als Professor an der Universität Frankfurt, an der er in den Jahren 1934/1935 und von 1949 bis 1953 als kommissarischer Direktor des Instituts für Pharmakologie sowie von 1943 bis 1948 als stellvertretender Direktor des Neurologischen Instituts fungierte.

## Leben
Walther Laubender wurde 1898 in Freising als Sohn eines Apothekers geboren und absolvierte ein Humanistisches Gymnasium in München. Anschließend studierte er von 1917 bis 1922 Medizin an den Universitäten München, Erlangen, Frankfurt sowie an der Heidelberger Universität, an der er 1922 auch promovierte. 1931 wurde er an der Universität Frankfurt habilitiert, anschließend war er an den Universitäten Frankfurt und Marburg als Privatdozent für Pharmakologie und Toxikologie sowie als niedergelassener Arzt in Diez tätig.
Ab 1938 war er außerplanmäßiger sowie ab 1943 außerordentlicher Professor an der Frankfurter Universität, an der er in den Jahren 1934/1935 bis zur Berufung von Fritz Külz vertretungsweise das Institut für Pharmakologie leitete, nachdem der jüdisch-stämmige Lehrstuhlinhaber Werner Lipschitz 1933 in die Türkei emigriert war. Darüber hinaus fungierte er von 1943 bis 1948 als stellvertretender Direktor des Neurologischen Instituts. Nach dem Zweiten Weltkrieg wirkte er von 1949 bis 1953 erneut vertretungsweise als Direktor des Pharmakologischen Instituts, nachdem Ende 1949 sowohl der vorherige Ordinarius Fritz Külz als auch rund vier Wochen später der Anfang des Jahres zu dessen kommissarischem Nachfolger berufene Otto Riesser verstorben waren.
Im April 1953 übernahm der bis dahin an der Universität Rostock tätige Peter Holtz die Leitung des Instituts. Walther Laubender, der diese Entscheidung nicht akzeptierte und Holtz nicht als seinen Vorgesetzten anerkannte, wurde ein Jahr nach der Berufung von Holtz zum ordentlichen öffentlichen Professor ernannt. 1956 schied er aufgrund des fortdauernden persönlichen Konflikts zwischen beiden aus dem Institut aus und übernahm an der Frankfurter Universität eine ordentliche Professur für experimentelle Medizin einschließlich der Leitung einer unabhängigen Abteilung. Er wurde 1969 emeritiert und starb 1980 in Diez.

## Werke (Auswahl)
- Messung der Wirkungsstärke von Arzneimitteln. In:  Naunyn-Schmiedebergs Archiv für Pharmakologie. 144/1929, S. 8–31
- Die Anwendung physikalisch-chemischer Gesetze auf die Erforschung pharmakologischer Reaktionen. In:  Klinische Wochenschrift. Ausgabe vom 23. April 1932, S. 705–708 (Antrittsvorlesung, gehalten am 2. November 1931)
- Acidosestudien. Berlin 1932 (Habilitationsschrift)
- Lokalanaesthetica. Reihe: Handbuch der experimentellen Pharmakologie. Band 8. Berlin 1939 (als Mitautor)